# Paracullia
Paracullia is een geslacht van vlinders van de familie uilen (Noctuidae), uit de onderfamilie Cuculliinae.

## Soorten
- P. burmeisteri Köhler, 1952
- P. corti Köhler, 1952
- P. riojana Köhler, 1979